# 裴均
裴均（750年—811年），字君齊，又作裴鈞、裴筠，絳州聞喜縣（今山西闻喜）人。裴均任將相十餘年，著《寿陽唱咏集》十卷。

## 生平
裴行儉玄孫，裴光庭曾孫，祠部員外郎、正平縣子裴稹之孫，度支郎中、正平縣男裴倩之子。大历中明经第，初为诸暨县尉，张建封表为濠寿团练判官。从张建封讨伐李希烈，袭正平县男。贞元四年（788年），迁膳部郎中，擢荆南节度行军司马。
贞元十九年（803年），为荆南节度使。裴均以财物交结权幸，为宦官窦文场养子。唐德宗欲拜相，谏官李约以为不可污台辅，乃止。
永貞元年（805年），裴均參與宦官俱文珍、劉光琦、劍南西川節度使韋皋等人的逼宮集團，迫使唐順宗禪讓予太子李純，是為唐憲宗，史稱永貞內禪。
元和元年（806年），裴均以率兵抗抵劉闢功，加檢校吏部尚書。元和三年（808年）四月徵為尚書右僕射、判度支。九月復為山南東道節度使、郇國公。

## 子女
- 裴𫟹，鳳翔府參軍、河東縣男
- 裴鍔，江陵縣尉
- 裴鋗，陽翟縣令
- 裴鐈
- 裴鎬
- 裴氏，封縣君，嫁太子司議郎崔檟，生女崔琰，為邠寧慶三州節度觀察等使、朝請郎、太子通事舍人李潯之妻[1]

## 延伸阅读
[在维基数据编辑]
 《新唐書·卷108》，出自《新唐書》